# Sarawakodendron
Sarawakodendron é um género botânico pertencente à família Celastraceae.
1. ↑  «Sarawakodendron — World Flora Online». www.worldfloraonline.org. Consultado em 19 de agosto de 2020